# Lodewijk Frederik II van Schwarzburg-Rudolstadt
Lodewijk Frederik II (Rudolstadt, 9 augustus 1767 – aldaar, 28 april 1807) was vorst van Schwarzburg-Rudolstadt van 1793 tot 1807. Hij was de zoon van vorst Frederik Karel en Frederika van Schwarzburg-Rudolstadt.
Lodewijk Frederik huwde op 21 juli 1791 te Homburg met Caroline van Hessen-Homburg (Homburg 26 augustus 1771 - Rudolstadt 20 juni 1854), dochter van landgraaf Frederik V van Hessen-Homburg. Het paar kreeg zeven kinderen:
- Caroline Augusta (Rudolstadt 17 juli 1792 – aldaar 4 maart 1794)
- Frederik Günther (1793 – 1867, vorst van Schwarzburg-Rudolstadt 1807-1867
- Thekla (Rudolstadt 23 februari 1795 – Gauernitz 4 januari 1861), huwde op 11 april 1817 te Rudolstadt met vorst Otto Victor van Schönburg-Waldenburg (Waldenburg 1 maart 1785 – Leipzig 16 februari 1859)
- Caroline (Rudolstadt 7 juni 1796 – aldaar 18 december 1796)
- Albert (1798 – 1869), vorst van Schwarzburg-Rudolstadt 1867-1869
- Bernard (Rudolstadt 23 januari 1801 – aldaar 26 januari 1816)
- Rudolf (Rudolstadt 23 januari 1801 – 21 juli 1808)